# Angelo Martha
Angelo Martha (Amsterdam, 29 aprile 1982) è un ex calciatore olandese, di ruolo difensore.